# جيب قذالي
الجيب القذالي (بالإنجليزية: occpital sinus)‏ هو أصغر الجيوب القحفية.
ويقع في الهامش المرفق من منجل المخيخ وفي العادة هو واحد، ولكن في بعض الأحيان يكون منه اثنين.
يبدأ حول هامش الثقبة العظمى بواسطة عدة قنوات وريدية صغيرة والتي تنضم واحدة منها إلى الجزء الطرفي من الجيب المستعرض، وتتواصل مع الضفائر الوريدية الفقرية الداخلية وتنتهي عند مُقْرَنُ الجُيُوُب.
تم اكتشاف الجيب القذالي بواسطة جيشارت جوزيف دوفرني.